# Libertariańskie Towarzystwo Islandii
Libertariańskie Towarzystwo Islandii (isl. Frjálshyggjufélagið) – organizacja polityczna założona w Reykjavíku 10 sierpnia 2002 roku. Jej celem jest promocja idei libertariańskich, poprzez różnego rodzaju spotkania, wykłady czy publikacje. Nie bierze udziału w wyborach i nie jest połączona z żadną partią polityczną.
Organizacja jest członkiem Atlas Economic Research Foundation, fundacji zrzeszającej think tanki o poglądach wolnościowych.
Posiada sekcję młodzieżową Young Libertarians, której przewodniczącym jest Hakon Freyr Gunnarsson. Przewodniczącym całej organizacji jest dziennikarz Skuli Hansen.